# Acanthinus veracruzensis
Acanthinus veracruzensis là một loài bọ cánh cứng trong họ Anthicidae. Loài này được Werner miêu tả khoa học năm 1967.